# 安哥拉护照
安哥拉护照是安哥拉共和国签发给起公民的国际旅行证件，由罗安达的移民和外国事务署签发。
根据2025年1月8日发布的亨利护照指数，安哥拉护照可免签证、落地签证或电子签证入境51个国家和地区，位居世界第91，与越南护照并列。